# Free Fallin'
"Free Fallin'" es una canción de Tom Petty que abre su álbum de debut de 1989, Full Moon Fever. Fue compuesta por el propio Petty y Jeff Lynne, quien también intervino en la grabación haciendo los coros y tocando el bajo. El dúo escribió y grabó la canción en sólo dos días, siendo la primera canción que se completó para Full Moon Fever.

## Historia
"Free Fallin'" es una de las canciones más famosas de Petty, además de ser su mayor logro en las listas de éxitos. Alcanzó el número 7 de Billboard Hot 100 en enero de 1990, convirtiéndose en su tercer y último top ten. Petty and The Heartbreakers interpretaron la canción en la gala de los MTV Video Music Awards de 1989 con Axl Rose e Izzy Stradlin, así como en intermedio de la Super Bowl XLII. La canción ocupa el puesto 219 de la lista de las 500 mejores canciones de todos los tiempos de la revista Rolling Stone. Formó parte de la banda sonora de la película Jerry Maguire (1996) y apareció en el episodio "Funhouse" de la serie Los Soprano. Tras la muerte de Petty, la canción se volvió viral en Spotify.
La letra de la canción hace referencia a numerosos lugares del Valle de San Fernando en el área de Los Ángeles, incluyendo el barrio de Reseda, la carretera 101 "Ventura" Freeway y la calle Mulholland Drive, que une la Sierra de Santa Mónica con Hollywood Hills. Petty explicó en una entrevista a la revista Billboard que él y Jeff Lynne estaban sentados tratando de crear una canción y se les ocurrió la frase "free fallin" (caída libre). Petty no escribió la canción sobre una persona específica, sino sobre lo que vio durante sus frecuentes viajes por Ventura Boulevard.

## Vídeo musical
El vídeo musical de la canción fue dirigido por Piers Garland y Julien Temple y presenta a una joven en diferentes localizaciones en la ciudad de Los Ángeles, una fiesta en una piscina en los años 60 y un parque de skate de los años 80.

## Versiones
- En 1993, De La Soul y Teenage Fanclub samplearon la canción para la banda sonora de la película Judgment Night.
- En 2007, John Mayer interpretó una versión acústica de la canción en un concierto en el Nokia Theater de Los Ángeles, que fue incluido en su álbum en vivo Where the Light Is. El sencillo fue certificado doble platino en Australia en 2021.
- En 2017, Coldplay hicieron una versión con Peter Buck de R.E.M. en Portland, Oregón como tributo a Petty tras su fallecimiento.[6] Coldplay volvió a interpretar la canción posteriormente en Pasadena, California a dúo con James Corden.
- En 2024, Imaginary Future y Kina Grannis lanzaron una versión para la banda sonora de la serie de televisión Bad Monkey.[7]

## Personal
- Tom Petty – voz y guitarra acústica
- Mike Campbell – guitarra eléctrica
- Jeff Lynne – bajo, sintetizador y coros
- Phil Jones – batería

## Listas de éxitos
| Listas (1989–2017)                   | Peak posición |
| ------------------------------------ | ------------- |
| Australia (ARIA)                     | 59            |
| Países Bajos (Mega Single Top 100)   | 61            |
| Nueva Zelanda (Recorded Music NZ)    | 4             |
| Suecia (Sverigetopplistan)           | 3             |
| Suiza (Schweizer Hitparade)          | 86            |
| Reino Unido (UK Singles Chart)       | 59            |
| Estados Unidos (Billboard Hot 100)   | 7             |
| Estados Unidos (Adult Contemporary)  | 17            |
| Estados Unidos (Alternative Airplay) | 29            |
| Estados Unidos (Mainstream Rock)     | 1             |